# Agedincum (ville romaine)
Agedincum est le nom latinisé d'une cité gallo-romaine qui devint par la suite la ville de Sens dans le département de l'Yonne.

## Historique

### Avant l'arrivée des Romains
Avant la conquête romaine, la région est habitée par un peuple gaulois, les Sénons dont Brennus est le chef au IVe siècle av. J.-C. (conquête de Rome en -389). L'agglomération, ouverte, remonte au moins au IIe siècle av. J.-C. voire au IIIe siècle av. J.-C. Elle se trouve au nord du confluent de l'Yonne avec la Vanne, près d'un gué ou d'un pont sur l'Yonne et au croisement de deux voies de circulation : l'une, nord/sud, relie la vallée de la Saône au bassin de la Seine ; l'autre, ouest/est, relie le val de Loire et la Champagne. Elle est appelée Agiedic par les Gaulois.
De cette époque il reste quelques couteaux de pierre polie et d'autres non polis, des colliers, bracelets et anneaux en bronze trouvés dans des sépultures, quelques monnaies des anciens rois sénonais, quelques menhirs celtiques, des tessons de poteries… Les tombelles de Saint-Martin-du-Tertre (1,6 km nord-ouest du pont de Sens) ont livré quelques cendres, des haches en silex et des broches en fer assez bien conservées (fait rare pour le fer).

### La conquête romaine
Lorsque César et ses légions arrivent à Sens, le roi de Sens est Moritasgus. César veut le remplacer par son frère Cavarinus mais les Sénons s'en révoltent, conduits par Accon et Drapès. Vaincus, Accon est supplicié — ce qui, selon Mémain, amène la coalition gauloise commandée par Vercingétorix, la défaite gauloise à Jully, le siège d'Alise et la suite que l'on sait. Pendant ces événement, César laisse une garnison à Agedincum sous la commande de Labiénus.
Il a été question d'un camp établi par César au lieu-dit « le camp de César » dans la plaine de Véron au sud de Sens, où César aurait fait hiverner six légions en 53 av. J.-C., lors de l'invasion de la Gaule. Mayaud (1888) élimine la possibilité de ce camp à la Motte du Ciar et dans la plaine de Véron, 
notant au sujet de cette dernière qu'il n'y a pas de lieu plus défavorable pour un campement. Ces Camps de César sont généralement des appellations tardives de l'époque classique qui correspondent habituellement à des sites de l'Âge de fer ou/et de l'époque médiévale[réf. nécessaire] (comme le  « Camp de César » à Nucourt, Val-d’Oise). En 1845 aucune découverte archéologique en rapport avec les légions de César n'a été faite sur le site de Véron. En revanche la Motte du Ciar, près du confluent de la Vanne et de l'Yonne, a été une forteresse gauloise reprise par les romains, ainsi qu'un un sanctuaire gallo-romain et a livré de nombreux vestiges archéologiques (monnaies, médaillons, fragment de marbres, etc.).

### Agedincumsous le Haut-Empire
La cité, dénommée Agedincum par Jules César dans les Commentaires.
Sous le Haut-Empire, des bâtiments et diverses infrastructures sont construits pour y améliorer le confort. Au IIe siècle, un aqueduc de seize kilomètres va chercher de l'eau de source dans la vallée de la Vanne. Des vestiges archéologiques attestent de la présence d'un amphithéâtre, d'un forum et de thermes. Les thermes, et surtout la façade, devaient présenter des sculptures variées.
À cette période, l'aristocratie locale possède des maisons décorées avec des mosaïques et chauffées grâce à l'hypocauste.
La ville gagne peu à peu la plaine orientale. Sa superficie est environ cinq fois supérieure aux vingt-cinq hectares de la fin du IIe siècle. Des familles de la cité poursuivent un cursus honorum remarquable qui les porte jusqu'à la dignité de consul à Rome. Une garnison semble prendre place dans un camp permanent à Mâlay (le Grand).[réf. nécessaire]
La ville figure sur l'itinéraire d'Antonin et la table de Peutinger, cette dernière ne le mentionnant que comme distance d'étape à l'est d'Aquis Segeste (Sceaux).

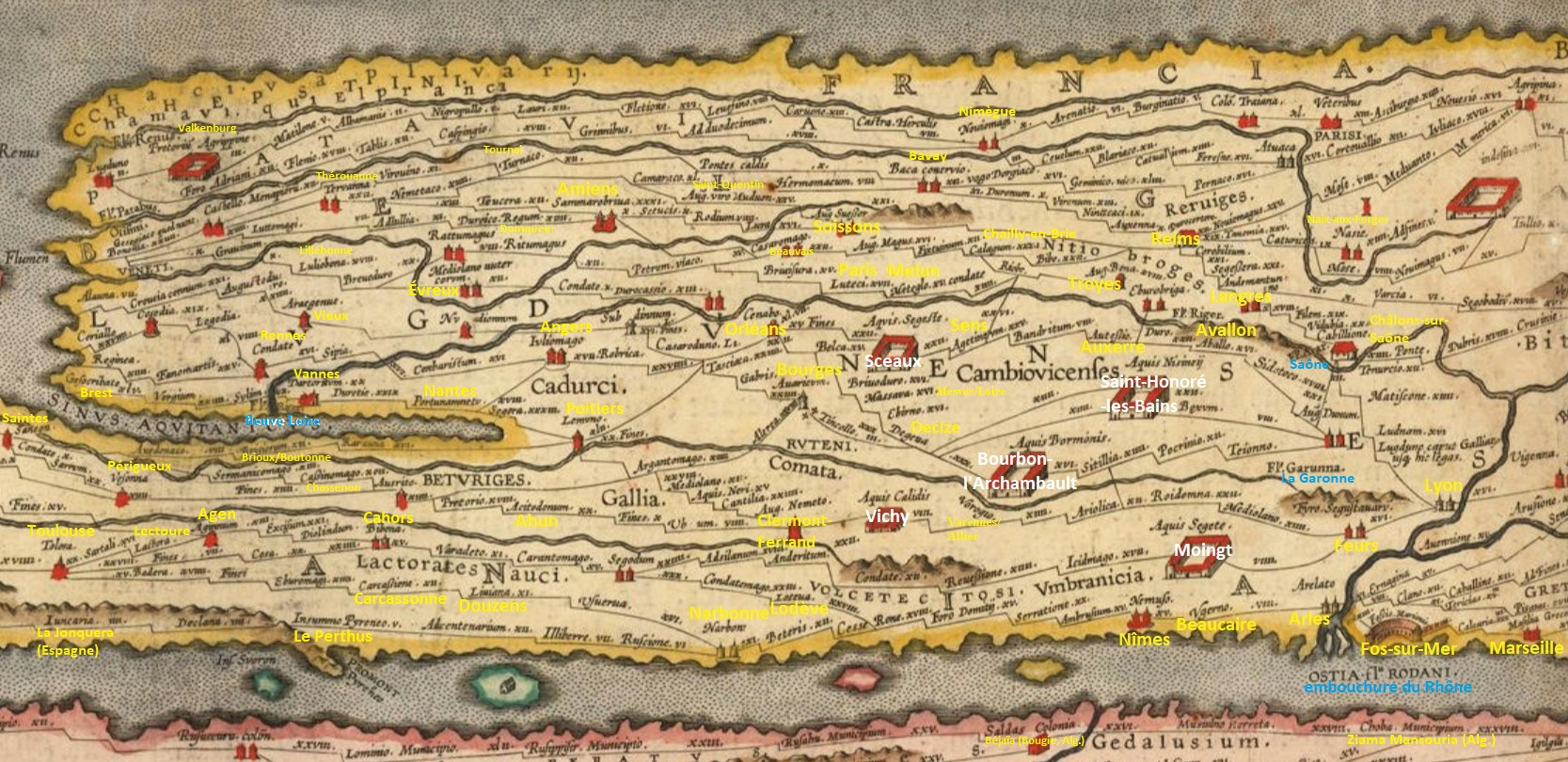
La Gaule sur la table de Peutinger. Agedincum à l'est de Aquis Segeste (Sceaux, écrit en blanc vers le centre).

### Rétractation de la cité au Bas-Empire
Au Bas-Empire, la ville est protégée par une muraille, dont les matériaux sont prélevés sur les édifices construits au Haut-Empire. Les fortifications parcouraient une distance de trois kilomètres, en prenant en partie appui sur l'Yonne et étaient parmi les plus imposants de la Gaule romaine. La muraille repose sur de grands blocs de pierre issus de bâtiments publics ou de monuments funéraires. Afin de rendre la ville plus facilement défendable, la superficie de cette dernière se réduit (environ 25 hectares).
Du fait de la réforme administrative de Dioclétien, la cité de Sens devient la capitale de la province de la quatrième Lyonnaise. La future province ecclésiastique poursuit ce cadre hérité de l'Empire romain. Comme de très nombreuses cités romaines de Gaule (ex. Lutèce), la ville prend le nom du peuple dont elle est le centre administratif et commercial. La cité est désormais appelée Sens.
La ville moderne est située exactement sur l'agglomération romaine : la fortification de la ville médiévale correspond au castrum construit pendant l'Antiquité tardive au centre de la ville. Elle a conservé son plan à deux rues principales perpendiculaires decumanus et cardo, et une partie de son enceinte romaine.

## Vestiges

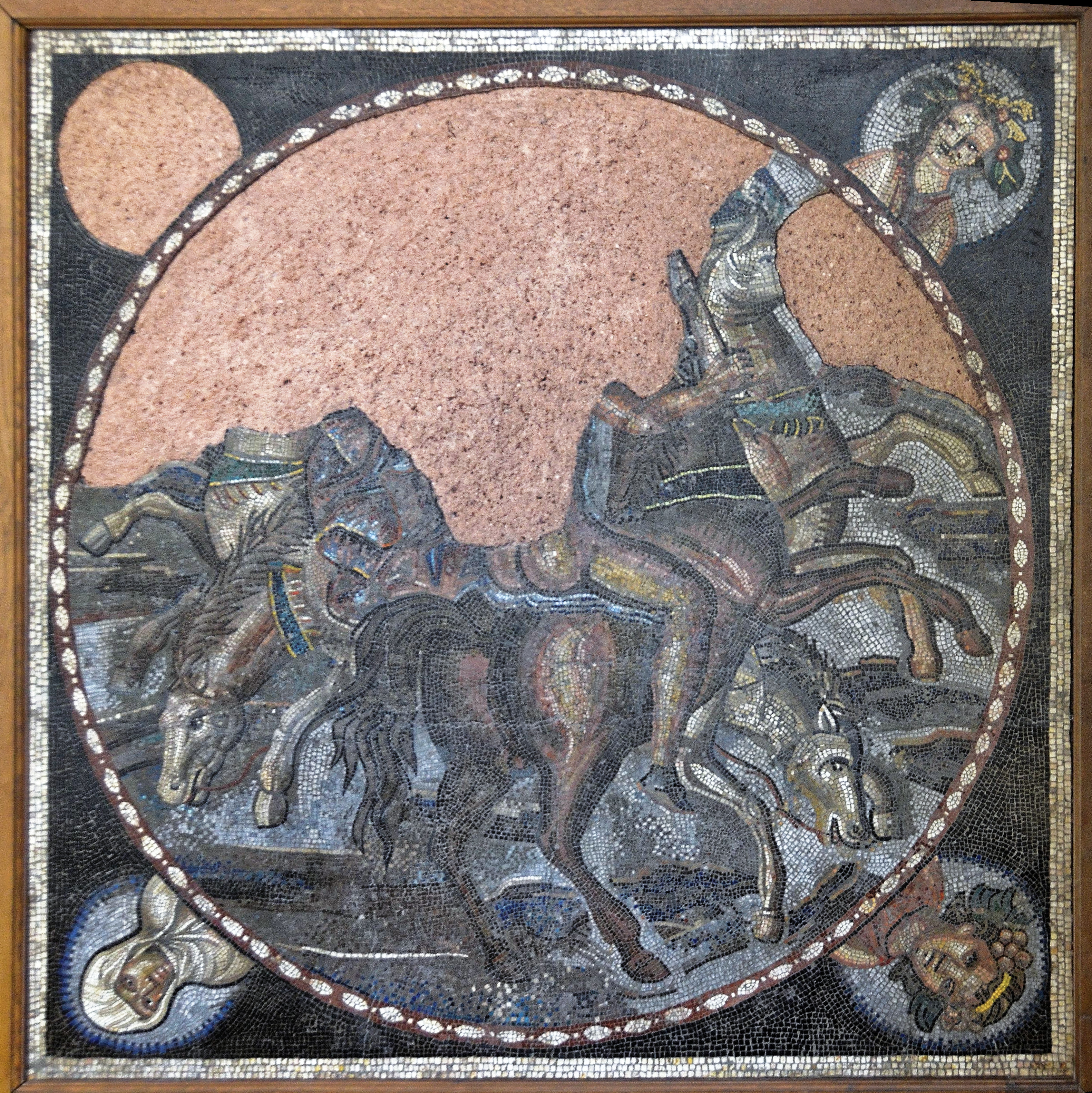
Mosaïque du Palais archiépiscopal de Sens.

On a retrouvé des vestiges de drains[Où ?] faits par les Romains afin d'élever l'eau d'une source, à la manière d'un puits artésien. Ces travaux étaient destinés à alimenter un aqueduc.

### Le rempart du Bas-Empire

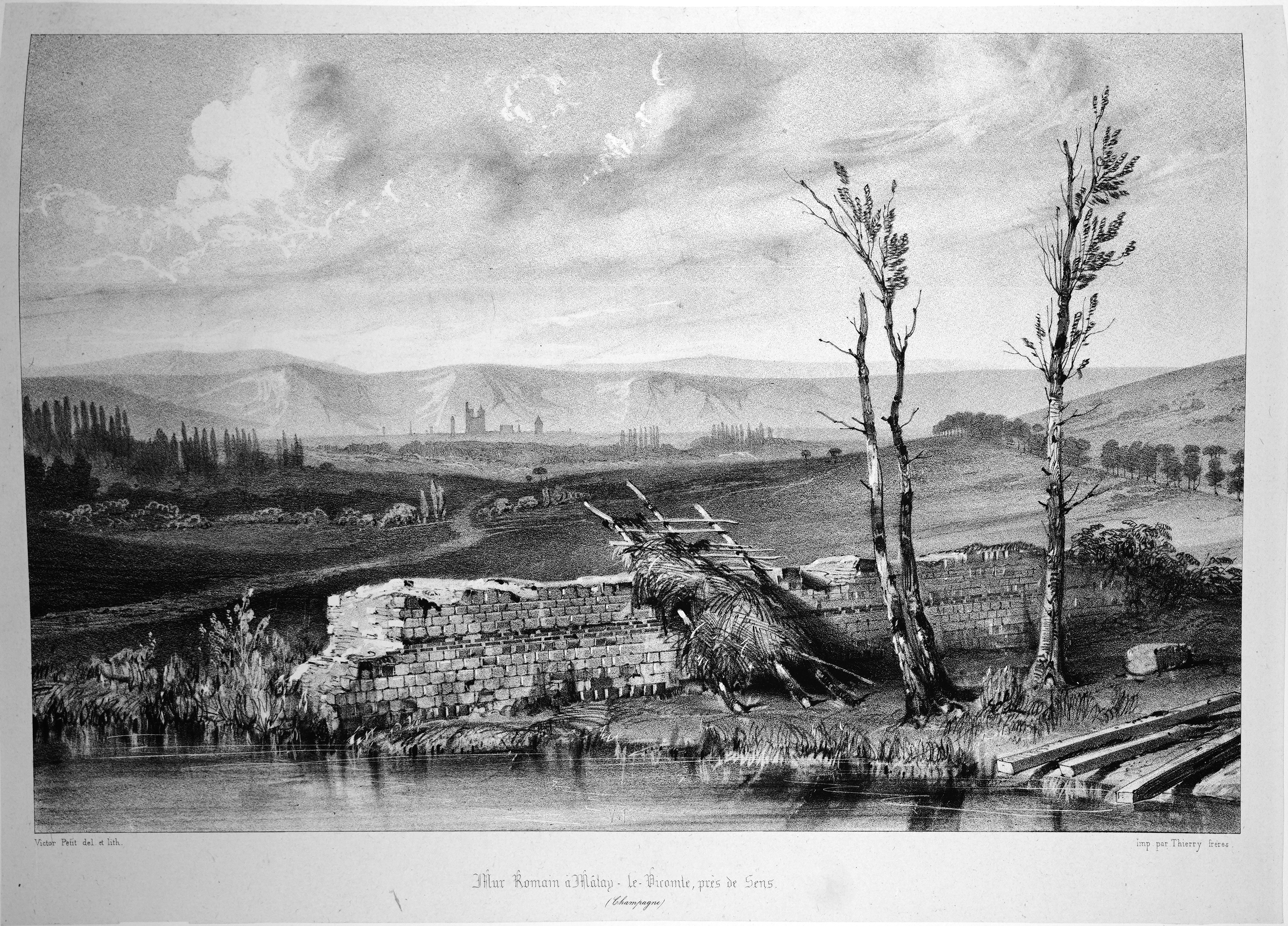
Restes de mur hors de la ville au XIXe siècle.

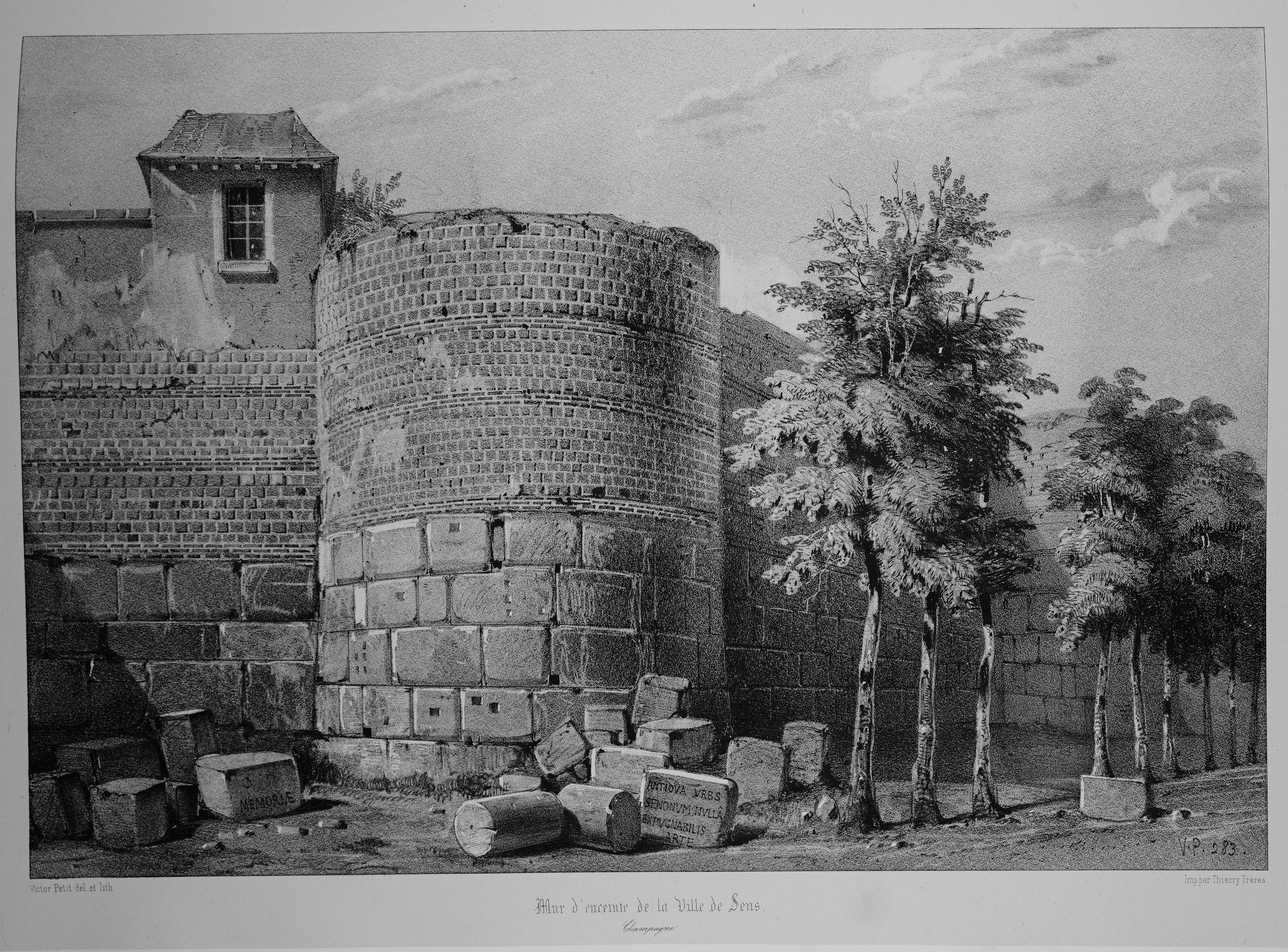
Restes de mur dans la ville au XIXe siècle.

Des portions du rempart construit au Bas-Empire sont visibles Cours Chambonas avec pierre de gros appareil à la base et petit appareil dans les parties hautes. On retrouve le même dispositif à la poterne. La tour de la Brèche présente un mur de petit appareil de pierre avec chaînage de brique (Opus mixtum) caractéristique des constructions romaines de ce type.[réf. nécessaire]

### Les stèles du musée

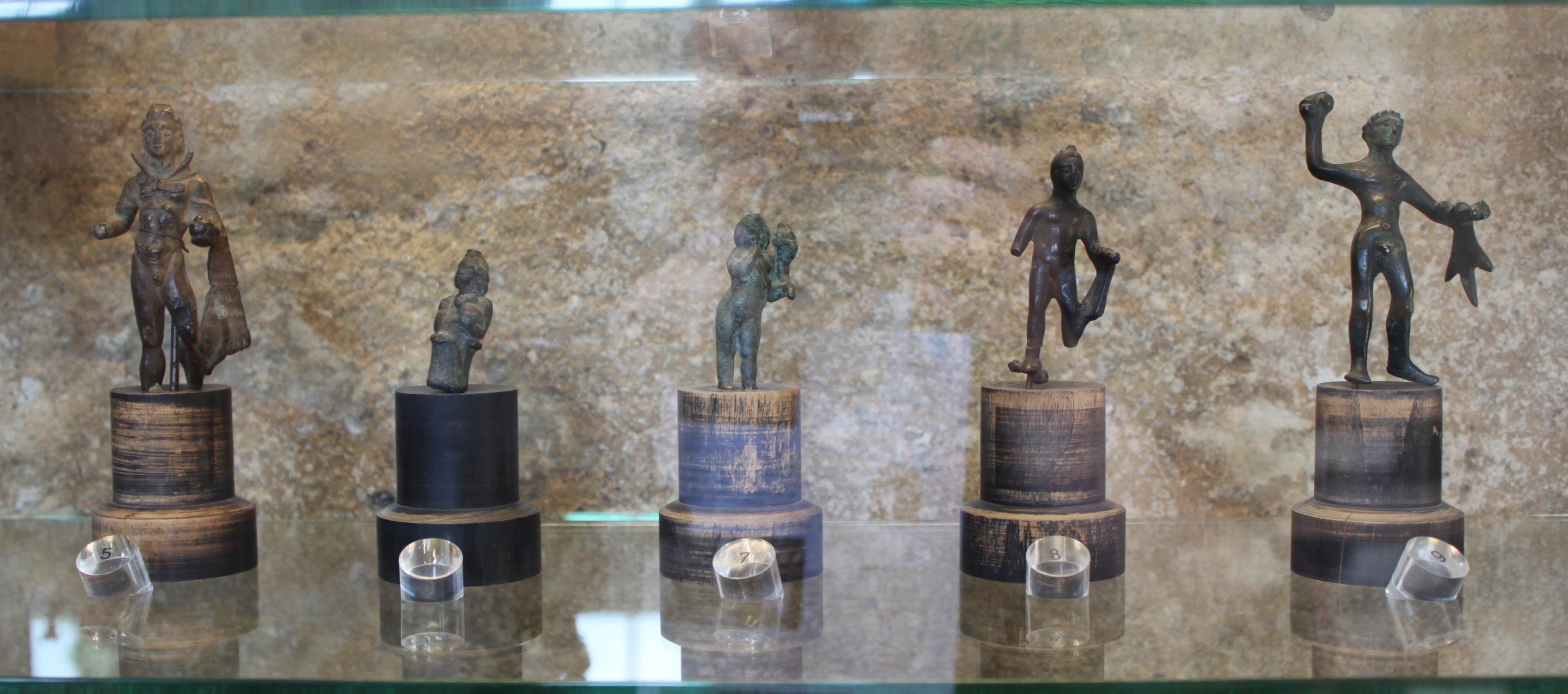
Statuettes.

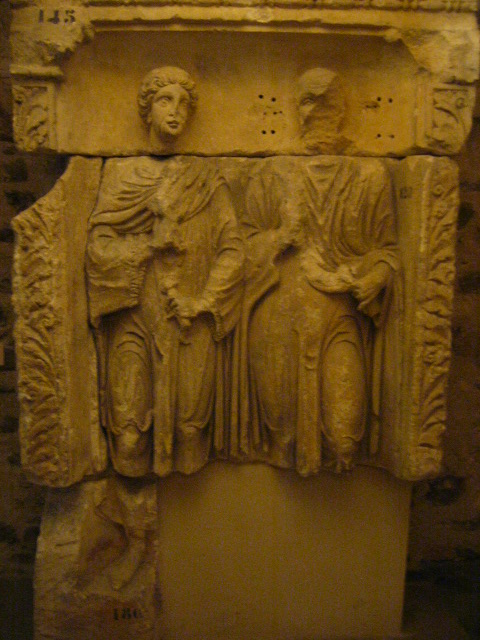
La stèle des deux époux âgés.

Le musée conserve une collection lapidaire parmi laquelle une quarantaine de stèles funéraires entières, une dizaine de fragments de stèles et d'épitaphes. Sur ces stèles on peut voir différents personnages avec différents statuts sociaux : citoyens et non-citoyens, ouvriers, personnes nobles, etc. :
- la stèle des « Deux époux âgés » qui sont vêtus de toges et devaient donc être citoyens romains. Cette stèle funéraire du IIIe siècle a probablement été réalisée par les soins de leur fils Atilius Pompeianus ;
- la stèle du forgeron du IIe siècle. Le forgeron est représenté debout et s'apprête de son marteau à forger une bande de métal sur une enclume. Derrière lui, dans le fond de la niche, sont suspendus ses outils. À ses pieds, un chien tient un lièvre en arrêt. Sur le haut de cette stèle est écrit « D.M MEMOR BELLICCI BELLATOR... » (« Au dieux et à la mémoire de Bellicus fils de Bellador »).

Le musée conserve également des épitaphes comme celle d'un gladiateur datant de la fin du IIIe siècle av. J.-C., des mosaïques et des outils ayant trait à plusieurs métiers :
- travail du tissu (ciseaux de l'époque),
- travail du bois (flèches),
- travail de l'argile (poteries),
- travail du métal...

ou des objets de la vie quotidienne (objets de toilettes et parures).
L'inscription d'un monument élevé à Caius César (fils adoptif d'Auguste, 20 av. J.-C. - an 4) a été trouvée à Sens sur la rive gauche de la rivière Yonne, un peu en amont du pont. La plaque mesure 60 cm de hauteur pour 86 cm de largeur, épaisseur 8 cm. La dédicace, sur la face, est : « IVINEPOIIPONIIFICI OSIMPPRINCIPI IVVENTVTIS TASSENONVM » (transcription : « (D)IVINE POTI PONTIFICI (C)OS JMP PRINCIPI IVVENTVTIS (CIV)ITAS SENONVM »). Après avoir fait partie de la collection Tarbe (à Sens) en 1825, elle a été donnée au musée en 1847.